# Jamestown (Virginia)
 For alternative betydninger, se Jamestown. (Se også artikler, som begynder med Jamestown)
Jamestown var en landsby ved James River i Virginia, omkring 70 km sydøst for Richmond. Både floden og bosættelsen i 1607 blev opkaldt efter kong Jakob 1. som få år tidligere havde overtaget den engelske trone. Bosættelsen Jamestown blev den første permanente engelske koloni i den nye verden som overlevede.

## 1607: Den første bosættelse
Jamestown blev grundlagt i 1607 af London Virginia Company. Tre skibe, Susan Constant, Godspeed og Discovery ankom til Jamestown den 14. maj med 104 mænd og drenge, som grundlagde den første permanente engelske bosættelse i Nordamerika. Nybyggerne bestod hovedsagelig af engelske bønder og polske skovarbejdere, som var blevet hyret i Preussen. Da de var ankommet, åbnede de de hemmelige ordrer fra Virginia Company, som bl.a. udpegede John Smith til rådmand. Smith var blevet arresteret på overfarten af admiral Christopher Newport for mytteri og skulle hænges, men blev sat fri efter at ordrerne blev åbnet.
Til trods for at Jamestown øen er et sumpet område, valgte mændene fra Virginia Company at bosætte sig der. De mente, at de dermed var langt nok inde i landet til at undgå kontakt og konflikt med den spanske flåde, og samtidig var floden dyb nok til at de kunne ankre op, og samtidig have en enkel og hurtig vej ud til havet, hvis det skulle blive nødvendigt.
De havde kun været i Jamestown i mindre end to uger, da de blev angrebet af Paspahegh-indianere den 26. maj. En af nybyggerne blev dræbt ved angrebet, og elleve andre blev såret. Inden 15. juni havde nybyggerne bygget et trekantet fort i Jamestown, og én uge senere sejlede Newport tilbage til London sammen med Susan Constant, lastet med svovlkis og jord.
Edward Maria Wingfield blev udnævnt til den første præsident for kolonien, og forblev i den stilling indtil september. Da blev han kendt skyldig i at have bagvasket andre, og blev afsat. John Ratcliffe blev valgt til at overtage posten. Et år senere blev John Smith valgt som Ratcliffes efterfølger. Han var præsident indtil han blev kvæstet i 1609. Så blev Ratcliffe præsident igen. Men kort efter blev han taget til fange af høvding Powhatan og torteret ihjel af kvinder fra Powhatan-stammen. Vinteren 1609-10 var der hungersnød i Jamestown.
Nybyggerne som kom over på de tre første skibe var dårligt rustet til de livsvilkår som de fandt i Jamestown, og mange led af saltvandsforgiftning. De fik infektioner, feber og dysenteri. Smith blev kvæstet da hans krudtpose eksploderede og blev sendt tilbage til England. Der forfattede han A True Relation om sine oplevelser i Jamestown og The Proceedings of the English Colony of Virginia. Offentliggørelsen af denne bog førte til en fornyet interesse for kolonien. Da nybyggerne var nær ved at give op og begyndte at lægge planer om at opgive Jamestown i 1610, ankom der en ny guvernør, Lord de la Warr. Han tvang de overlevende 90 nybyggere til at blive.
Mens han var præsident for kolonien, ledede Smith en fourageringsekspedition op ad Chickahominy floden. Hans mænd blev overfaldet af indianere, og flere blev dræbt. Så bandt Smith sin indianske vejviser foran sig for at bruge ham som skjold. Smith blev alligevel fanget af Opchanacanough, halvbror til høvding Powhatan. Han gav høvdingen et nyt kompas, og det gjorde, at indianerne bestemte sig for at lade Smith leve. Men da han blev ført for høvding Powhatan, bestemte høvdingen sig alligevel for at henrette ham. Henrettelsen blev forhindret af Powhatans unge datter, Pocahontas, som oprindelig hed Matoaka. Hendes kaldenavn betyder "lille gavtyv".
Selv om Pocahontas' liv fra nu af blev knyttet til englænderne efter dette første møde, havde hun ikke noget forhold til Smith. I løbet af vinteren 1608, efter at Jamestown var brændt ned, bragte Pocahontas mad og klæder til kolonistene. Hun forhandlede senere med Smith om løsladelse af indianere som var blevet fanget af nybyggerne under et raid for at få fat i engelske våben. Pocahontas konverterede til kristendommen og tog navnet Rebekka i 1613. Hun havde fået sin trosvejledning af pastor Alexander Whitaker, som var ankommet til Jamestown i 1611 for at grundlægge den presbyterianske kirke i Virginia. Hun giftede sig med nybyggeren John Rolfe den 24. april 1614. Inden der var gået to år tog de til London, hvor Pocahontas døde i Gravesend 17. marts 1617.
Rolfe var kommet til Jamestown i 1609, efter at skibet Sea Venture var grundstødt ved Bermuda. Denne grundstødning kan have inspireret William Shakespeare til Stormen gennem en logbog af kaptajn Samuel Jordan. De sad fast på et rev udenfor Bermuda, og de 150 om bord byggede to både af vragresterne. Så sejlede de med bådene Deliverance og Patience op til Jamestown. Der fandt de kolonien i ruiner og praktisk taget forladt indtil de la Warr ankom.

## Opgangstider
Rolfe var den første som havde succes med at dyrke tobak i Jamestown. Tobakken som blev dyrket i Virginia inden da, Nicotiana Rustica, var ikke populær i Europa. Men Rolfe havde taget nogle frø af Nicotiana Tabacum med sig fra Bermuda. Kort tid efter at han ankom, døde hans første kone efter at have født en datter på Bermuda, og denne levede længe nok til at se Virginia. Selv om de fleste ikke ville arbejde på tobaksmarkerne, lykkedes det alligevel Rolfe at skabe sig en formue ved tobaksdyrkning. Da han tog til England med Pocahontas, var han en rig mand. Parret havde fået en søn, Thomas Rolfe. Da Rolfe kom tilbage til Jamestown efter Pocahontas' død, forblev Thomas i England.
Rolfe giftede sig med Jane Pierce, da han kom tilbage til Jamestown og fortsatte med at forædle tobakken. Resultatet var, at da han døde i 1622 var Jamestown en blomstrende producent af tobak. Befolkningstallet havde allerede rundet 4.000. Tobaksdyrkingen førte til, at de første af koloniens første sorte kontraktarbejdere blev importeret. Der kom samtidig ugifte kvinder fra England i 1619.
Samme år mødtes Burgesses-forsamlingen, den første lovgivende forsamling af valgte repræsentanter i Amerika, i kirken i Jamestown. Deres første lov var at fastsætte en minimumspris ved salg af tobak. I 1622 dræbte oprørere under ledelse af Opechancanough næsten 400 nybyggere i Virginia området. Jamestown blev sparet fra ødelæggelserne fordi en indianerdreng ved navn Chanco havde nået at advare Richard Pace, en nybygger som var ankommet omkring 1613. Etter at have sikret sig selv og sine naboer på sydsiden af James River, tog Pace en kano over floden for at advare Jamestown, som stort set undgik ødelæggelse. Et år senere forhandlede William Tucker og dr. John Potts sig til en fredsaftale med Powhatan-indianerne. For at besegle den foreslog de en skål. Men de havde forgiftet spiritussen. 200 indianere blev dræbt af giften, og yderligere 50 blev dræbt af kolonisterne.
I 1624 mistede Virginia Company sin kontrakt og Virginia blev en kronkoloni.

## Koloniperioden
I 1670-erne var guvernøren i Virginia sir William Berkeley, som var i sin anden periode i embedet. Berkeley havde tidligere været guvernør i 1640-årene og var en akademiker og forfatter af skuespil, udover at være veteran fra den engelske borgerkrig, og var over 70 år gammel. I midten af 1670-årene ankom hans unge indgiftede nevø, Nathaniel Bacon jr, i Virginia, sendt af sin far i håb om at han ville blive modnet. Selv om han var doven, var Bacon intelligent og Berkeley gav ham et landområde og en plads i kolonirådet i Virginia.
Doeg-indianerne angreb Thomas Mathews plantage i juli 1675 for at få betaling for flere sager som Mathews havde købt af stammen. Flere indianere blev dræbt under angrebet og kolonistene angreb Susquehanaug stammen som hævn. Dette førte til indianer-angreb i stor skala. Berkeley forsøgte at berolige situationen, men mange af kolonistene nægtedet at høre på ham og Bacon overhørte en direkte ordre og fangede nogle Appomattox-indianere.
Efter etableringen af den lange forsamling i 1676 blev der erklæret krig mod alle fjendtlige indianere og handel med indianerstammer blev reguleret, noget som ofte blev betragtet af kolonisterne som favorisering af Berkeleys venner. Bacon var modstander af Berkeley og ledte en gruppe i oppositionen mod guvernøren. Bacon og hans styrke forskansede sig ved Henrico indtil Berkeley ankom og Bacon og hans mænd flygtede. Berkeley erklærede dem for oprørere men tilbød benådning til de som vendte fredeligt tilbage til Jamestown.
Bacon ledede utallige angreb på indianere, som var venligtsindede ovenfor kolonistene i et forsøg på at fange Berkeley. Guvernøren tilbød ham amnesti, men Burgesses-forsamlingen nægtede og insisterede på at Bacon måtte anerkende sine fejltagelser. Omtrent samtidig blev Bacon faktisk valgt til Burgesses-forsamlingen og mødte op til samlingen i juni 1676, hvor han blev taget til fange, tvunget til at undskylde og derefter blev benådet af Berkeley.
Bacon forlangte at blive udnævnt til General for alle styrker mod indianerne, men Berkeley nægtede. Bacon og hans støtter omringede statshuset og truet med at begynde at skyde Burgesserne hvis Berkeley ikke gav ham udnævnelsen. Berkeley endte med at gå af, og forlod Jamestown. Han forsøgte et kup en måned senere, men lykkedes ikke. Det lykkedes imidlertid for Berkeley i september og Bacon begyndte en belejring, som resulterede i at han nedbrændte Jamestown 19. september 1676. Bacon døde 26. oktober og liget menes at være blevet brændt. Berkeley hængte hovedmændene bag oprøret og blev afløst som guvernør og returnerede til London, hvor han døde i juli 1677.
Den første del af historien om Jamestown endte i 1699 da det blev vedtaget ikke at genopbygge statshuset, som var brændt ned for 4. gang i 1698, men i stedet acceptere et forslag fra studenter ved College of William and Mary om at flytte hovedstaden i Virginia til højere beliggende område ca. 20 km væk, der hvor deres skole lå ved Middle Plantation som snart blev omdøbt til Williamsburg.

## 1700-tallet
På grund af flytningen af hovedstaden til Williamsburg, begyndte Jamestown lige så stille at forsvinde. I 1750-erne var området ejet og dyrket hovedsagelig af familierne Travis og Ambler.

## 1800-tallet
Under den amerikanske borgerkrig okkuperede Konføderationens William Allen, som ejede Jamestown-øen, i 1861 Jamestown med tropper, som han hvervede på egen bekostning med det formål at blokere James floden og dermed beskytte Richmond fra Unionens marine. Han fik snart selskab af løjtnant Catesby Roger Jones, som stod for bygningen af batterier og udrustede og afprøvede Konføderationens første panserskib CSS Virginia (tidligere kendt som Merrimac) på stedet. Inden udgangen af 1861 havde Jamestown en styrke på 1.200 mænd som i begyndelsen af 1862 blev forstærket med en artilleri-bataljon. Halvøen blev forladt af Konføderationen efter at Unionens styrker landede ved Yorktown under general George B. McClellan i april.
Etter at stedet kom i føderale hænder blev Jamestown et mødested for bortrømte slaver, som nedbrændte Ambler-huset, en plantage fra det 18. århundrede som sammen med den gamle kirke var de få tilbageværende tegn på Jamestown. Da Allen sendte mænd for at vurdere skaderne i slutningen af 1862, blev de dræbt af tidligere slaver. Jamestown havde ikke nogen egentlig rolle i borgerkriben, selv om begge sider brugte den til afledningsmanøvrer.

## 1900-tallet

### Udstillingen i Jamestown i 1907
Udstillingen i Jamestown i 1907 var en af de mange verdensudstillinger som var populære i USA i begyndelsen af det 20. århundrede. Tidligt i århundredet, eftersom 300-års jubilæet for grundlæggelsen af Jamestown i 1607 nærmede sig, begyndte ledere i Norfolk, Virginia, en kampagne for at få en festligholdelse der.
Ingen troede, at det isolerede og længe forladte oprindelige sted ville være egnet, da Jamestown-øen ikke havde nogen faciliteter til at håndtere store folkemængder, og man antog at fæstningen som husede bosættelsen i Jamestown var blevet opslugt at James floden for længe siden.
Det blev bestemt at den internationale udstilling skulle placeres på det 1,6 km lange område foran Sewell's Point nær mundingen af Hampton Roads. Udstillingen i Jamestown blev afholdt fra 26. april til 1. december 1907.

### Kolonihistorisk nationalpark
Det findes nu en kolonihistorisk nationalpark i Jamestown på et 91.100 m² stort område på den vestlige del af Jamestown-øen. Området blev givet til foreningen for bevaring af antikviteter i Virginia i 1893. Inden da havde det oplevet en bosættelse, et oprør (i 1676) og et slag under borgerkrigen. I 1934 fik parken de resterende 6,1 km² af øen og indledte et samarbejde med foreningen for beskytte og præsentere området for besøgende gennem undervisning.

## 2007
I anledning af Jamestowns 400 års fødselsdag blev der igennem år 2007 gennemført en lang række
arrangementer. I januar holdt Virginias lovgivende forsamling et møde i Jamestown, med taler af vicepræsident Dick Cheney og guvernør Tim Kaine, og i maj fik Jamestown besøg af Dronning Elizabeth 2. og Prins Philip fra Storbritannien.